# Серп

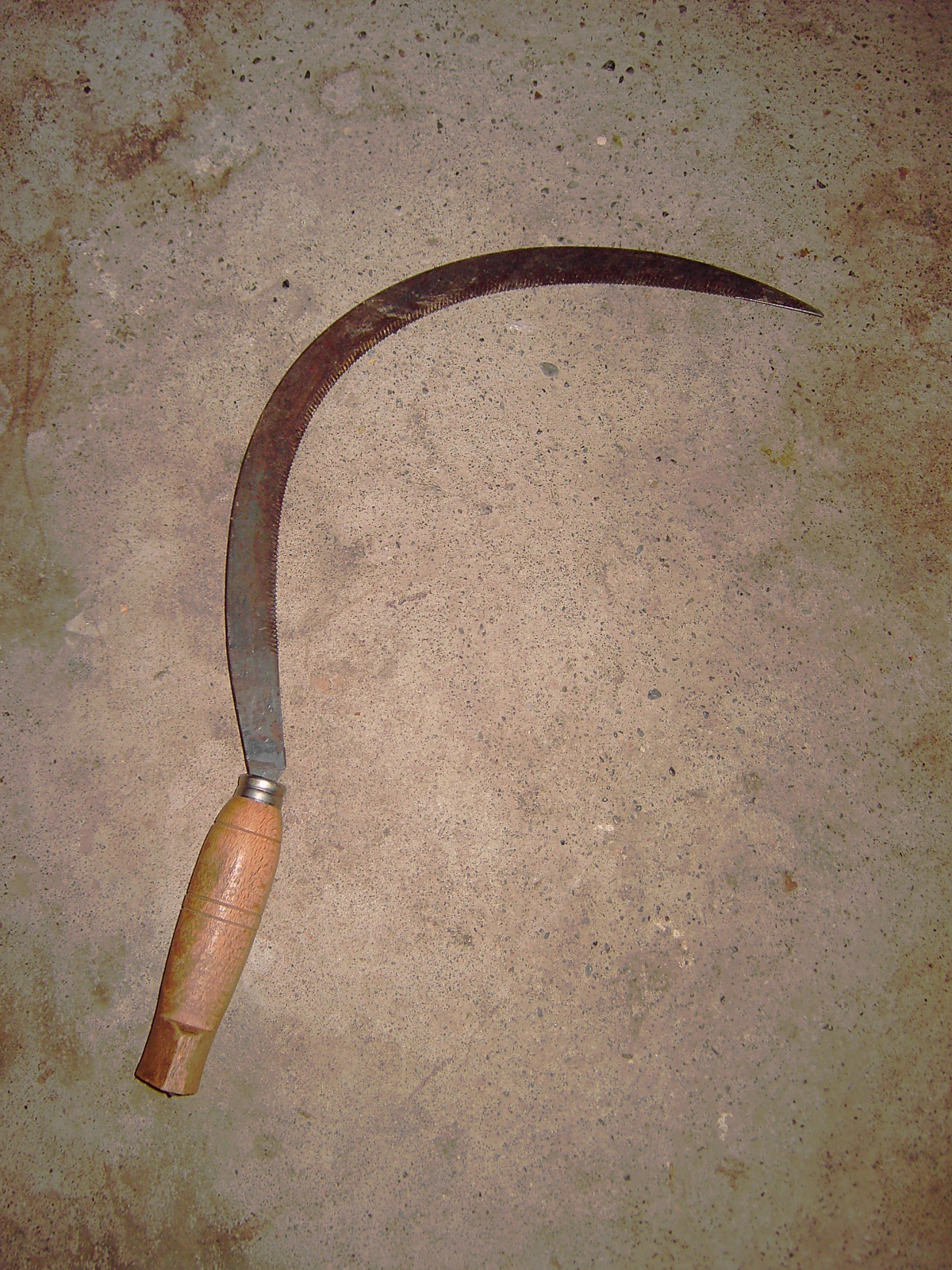

Серп — ручное сельскохозяйственное орудие, используемое для уборки зерновых культур, жатвы хлебов и резки трав (при заготовке фуражных кормов для скота).

## История и происхождение

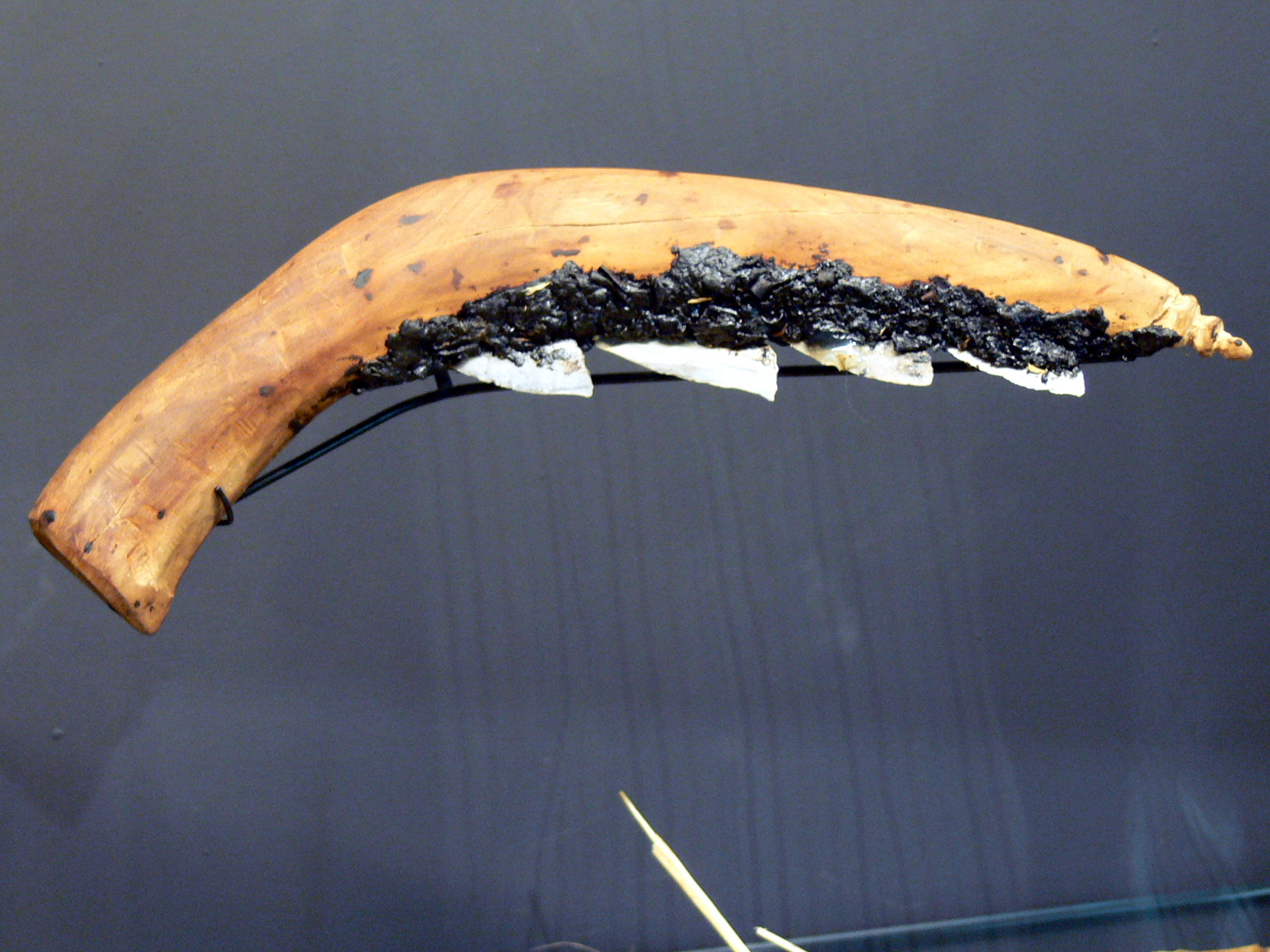
Неолитический серп

Появился в эпоху неолита как орудие для собирания дикорастущих злаков. Его лезвие было зазубренным и сделанным из камня. Найдены также шумерские серпы, изготовленные из глины.
Серп оказал глубокое влияние на неолитическую революцию, помогая в переходе к земледелию и образу жизни, основанному на растениеводстве. В настоящее время признано, что использование серпов привело непосредственно к одомашниванию диких злаков Ближнего Востока.

## Устройство
Состоит из сужающегося, закруглённого лезвия и короткой деревянной рукояти. Длинное, изогнутое лезвие (как правило, стальное) режущей части обычно имеет мелкозазубренную внутреннюю кромку. Длина режущей части колеблется между 0,25 и 0,5 метрами, ширина — между 40 и 60 миллиметрами. Работающий серпом приводит его в действие одной рукою, другой придерживая срезаемые растения. Обычно используется при уборке небольших участков; широко употребляется в огородничестве и цветоводстве.

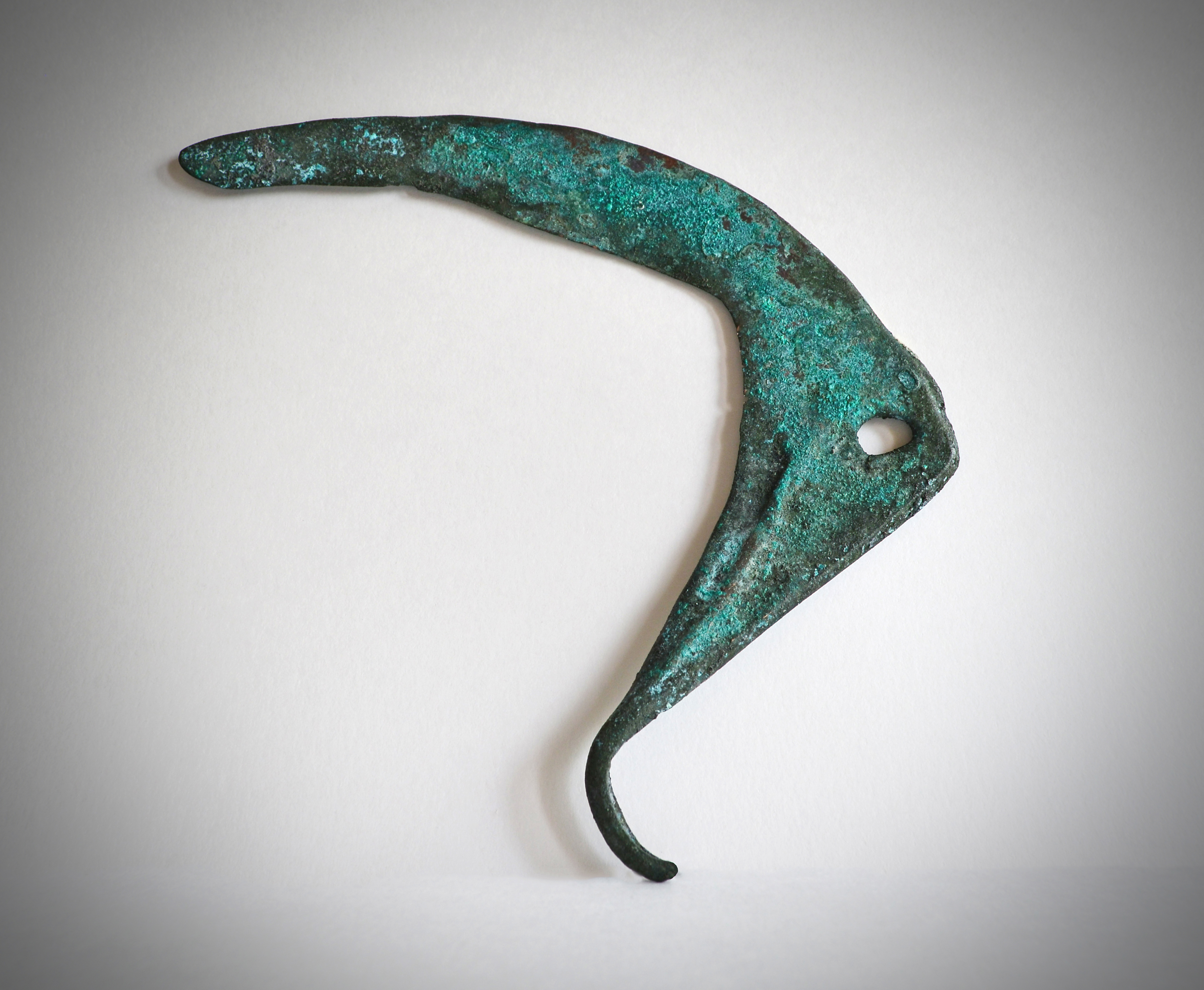
Серп эпохи бронзы. Кобанская культура
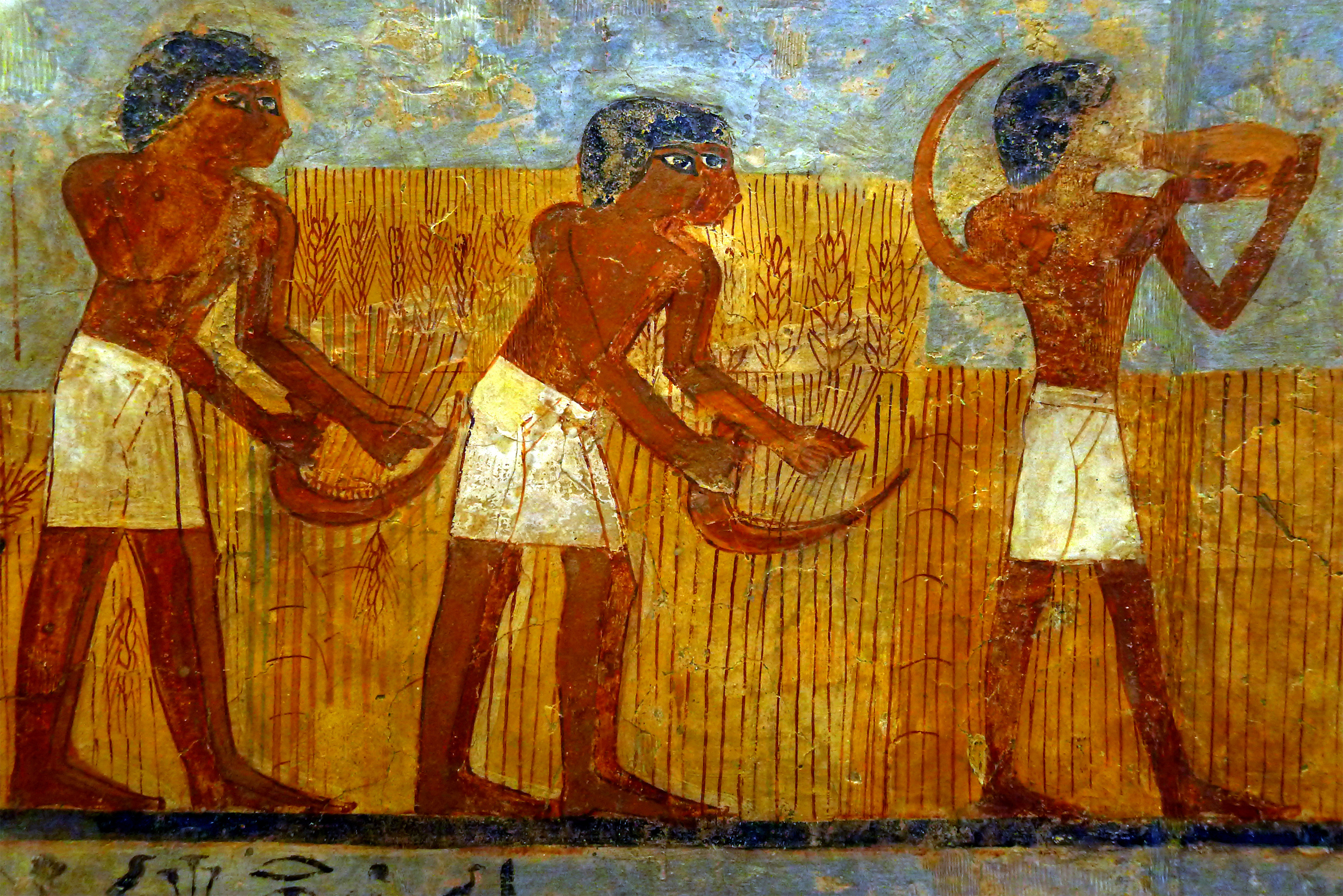
Древнеегипетские жнецы времён правления Тутмоса III, XVIII династия
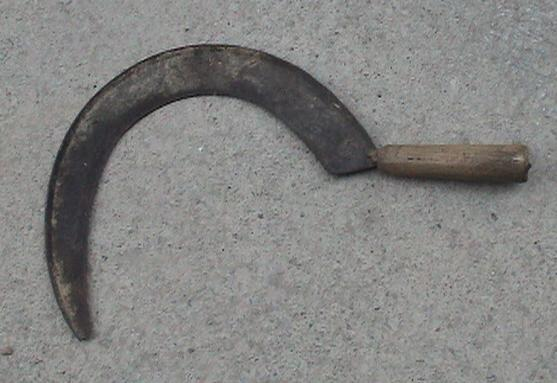
Серп
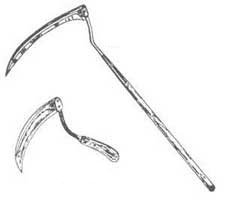
Коса и серп

## Применение и обычаи
Обычно рожь, пшеницу, ячмень повсюду жали серпом, — считалось большим грехом косить пшеницу косой. Если плохую пшеницу нельзя было сжать серпом, её вырывали с корнем.
11 (22) мая 1721 года российский император Пётр I издал Указ «Об отправлении в разные хлебородные места крестьян для обучения местных обывателей снимать хлеб с поля косами». В Указе были описаны преимущества косы перед серпом: 

«Понеже в здешних краях в Курляндии, в Лифляндии и в Пруссах у мужиков обычай есть, что вместо серпов хлеб снимают малыми косами с граблями, что перед нашими серпами гораздо споро и выгоднее, что средний работник за десять человек сработает»
Однако коса ещё долго не могла полностью заменить серп. Дело в том, что хлеб иногда «полегает» — стебли стелются почти горизонтально по земле; в этом случае срезать их косой невозможно. Полегание часто вызвано недостатком солнечного света, вследствие чего клеточные стенки стебля плохо развиваются, остаются слабыми и не выдерживают веса колосьев. Полегания хлебов полностью или частично случались также в бурю и сильные ветра и тогда в жатву крестьянам приходилось браться за серп.

## В военном деле
За неимением другого холодного оружия серп мог применяться для защиты и нападения.
В японской культуре искусство ведения боя при помощи серпа носит название камадзюцу (яп. 鎌術).
В некоторых кланах ниндзя включали серп в свой арсенал ручного холодного оружия.

## Производные слова
Видимая на ночном небе ущербная или нарождающаяся луна носит в русском языке название серп по зрительному сходству с инструментом.
Месяц август, когда созревала рожь и пшеница и крестьяне выходили с серпами на жатву носит название:
- в украинском языке — серпень
- в польском языке — sierpień
- в чешском языке — srpen

## Загадки, поговорки и пословицы

### Загадки
(Кто таков?)
- Маленький, горбатенький, все поле обскакал.
- Сутул, горбат, все поле перескакал
- Сутул, горбат, все поле перешел, все суслоны перечел.

### Пословицы и поговорки
- Нивка не моя, а серп чужой.
- Тупой серп руку режет пуще острого.
- Чем старый серп зубрить, не лучше ли новый купить?
- Высекают (пшеницу) как молния, серпы у хороших жний (перевод с украинского).

## Серп в символике и геральдике
Серп — один из атрибутов правителей, символ-знак Луны и «лунных» богинь, а также земледелия. У древних греков серп был принадлежностью богини плодородия Деметры.
В коммунистической символике скрещённые друг с другом серп и молот означают союз крестьян и рабочих.
Изображение скрещённых серпа и молота было повсеместно представлено в советской эмблематике и геральдике, на флагах СССР и союзных республик.
Одним из наиболее известных символов является монумент — памятник-скульптура на постаменте «Рабочий и колхозница» — «идеал и символ советской эпохи», признанный «эталон социалистического реализма». Представляет собой скульптурную группу из двух фигур, мужской и женской, которые устремлены вперёд и поднимают над своими головами серп и молот. Концепция и композиционный замысел принадлежат архитектору Борису Иофану, автор пластического воплощения — Вера Мухина. Монумент создан для демонстрации на Всемирной выставке в Париже, которая проходила в 1937 году. По окончании выставки монумент был установлен в Москве.

Серп и молот, знак единения трудящихся: крестьян и рабочих
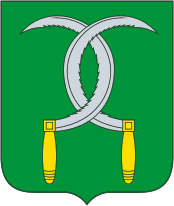
Герб Серпейска
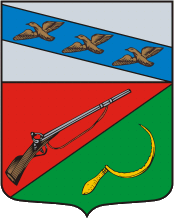
Герб Щигров
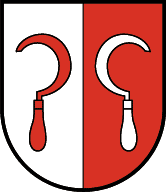
Герб Аслинга
Герб Брюттена
Герб Офвиллера
Герб Крины
Герб Ремшайда

## В живописи

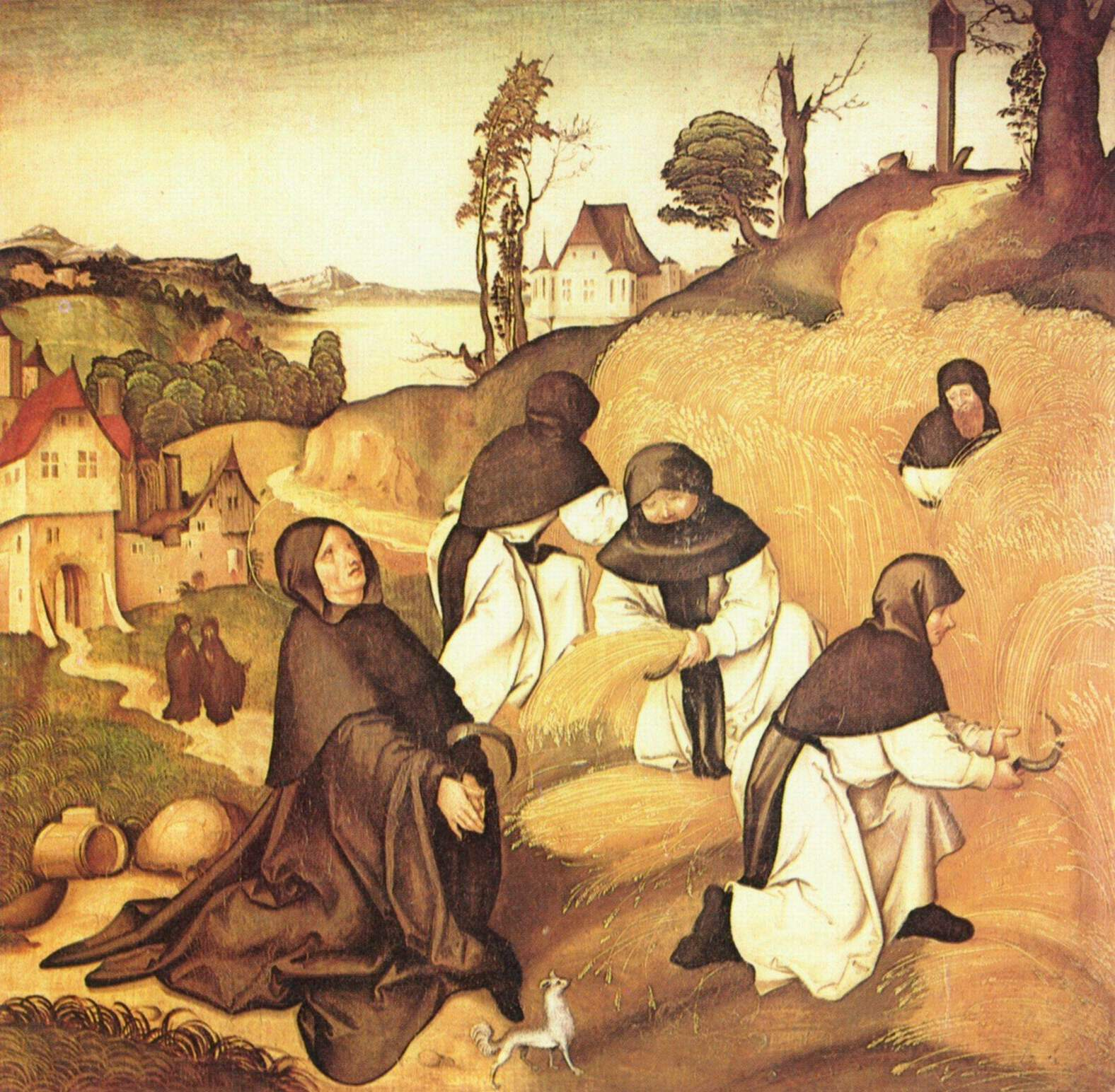
Сцены из жизни Святого Бернарда Роспись алтаря церкви Цветтль-на-Родле Йорг Брей Старший, 1500
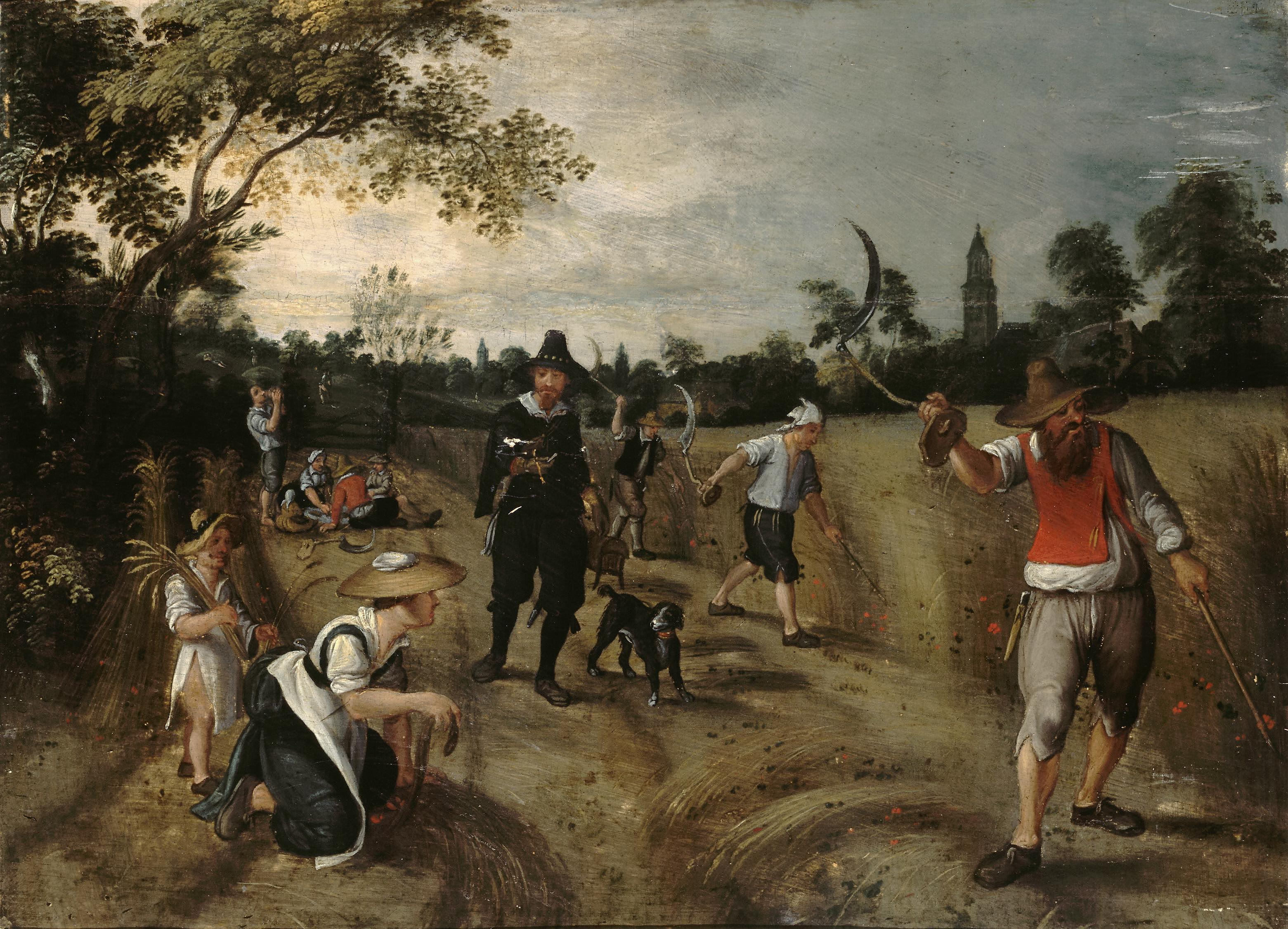
Сбор урожая Себастьян Вранкс, около 1610
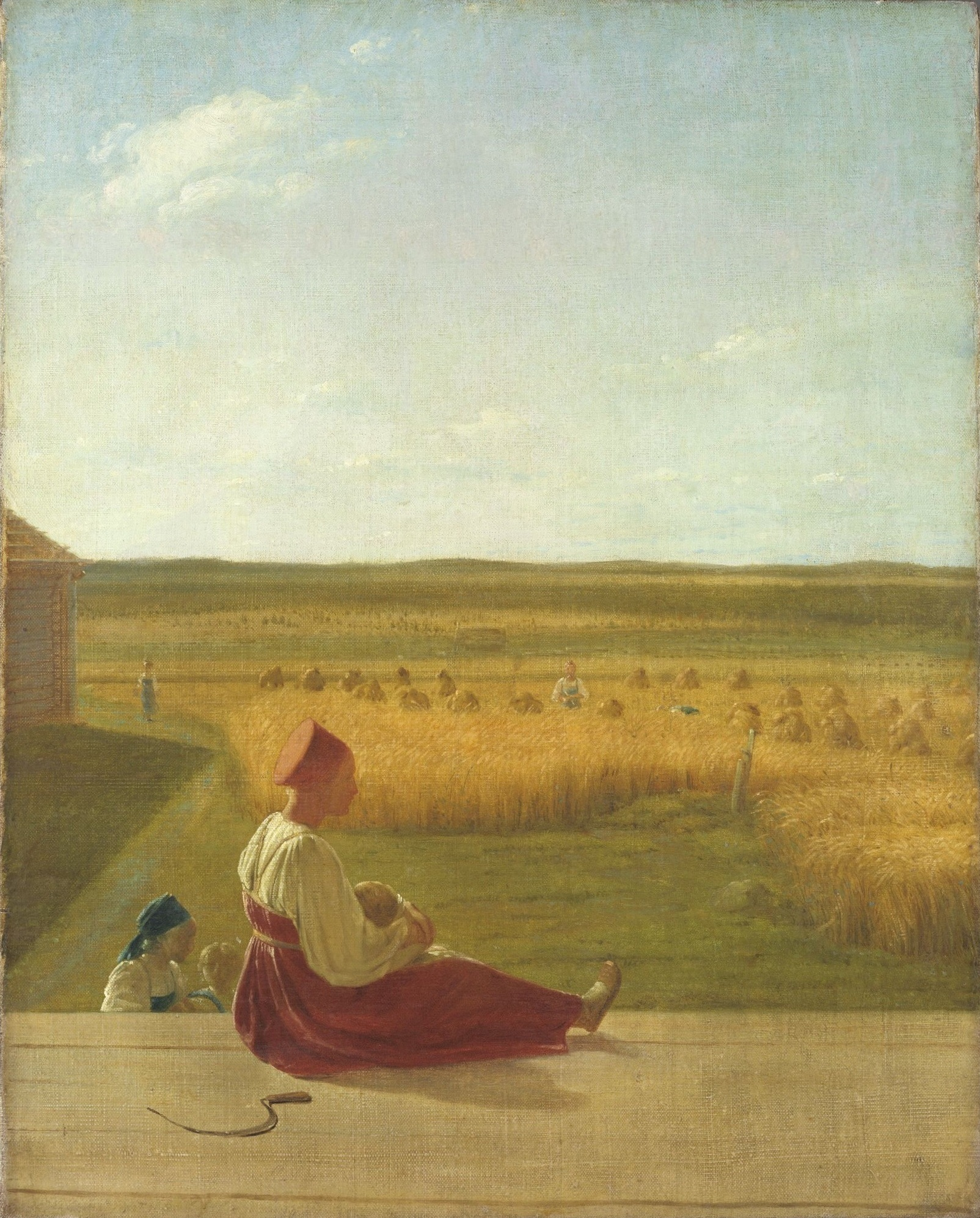
На жатве. Лето Алексей Венецианов, середина 1820-х
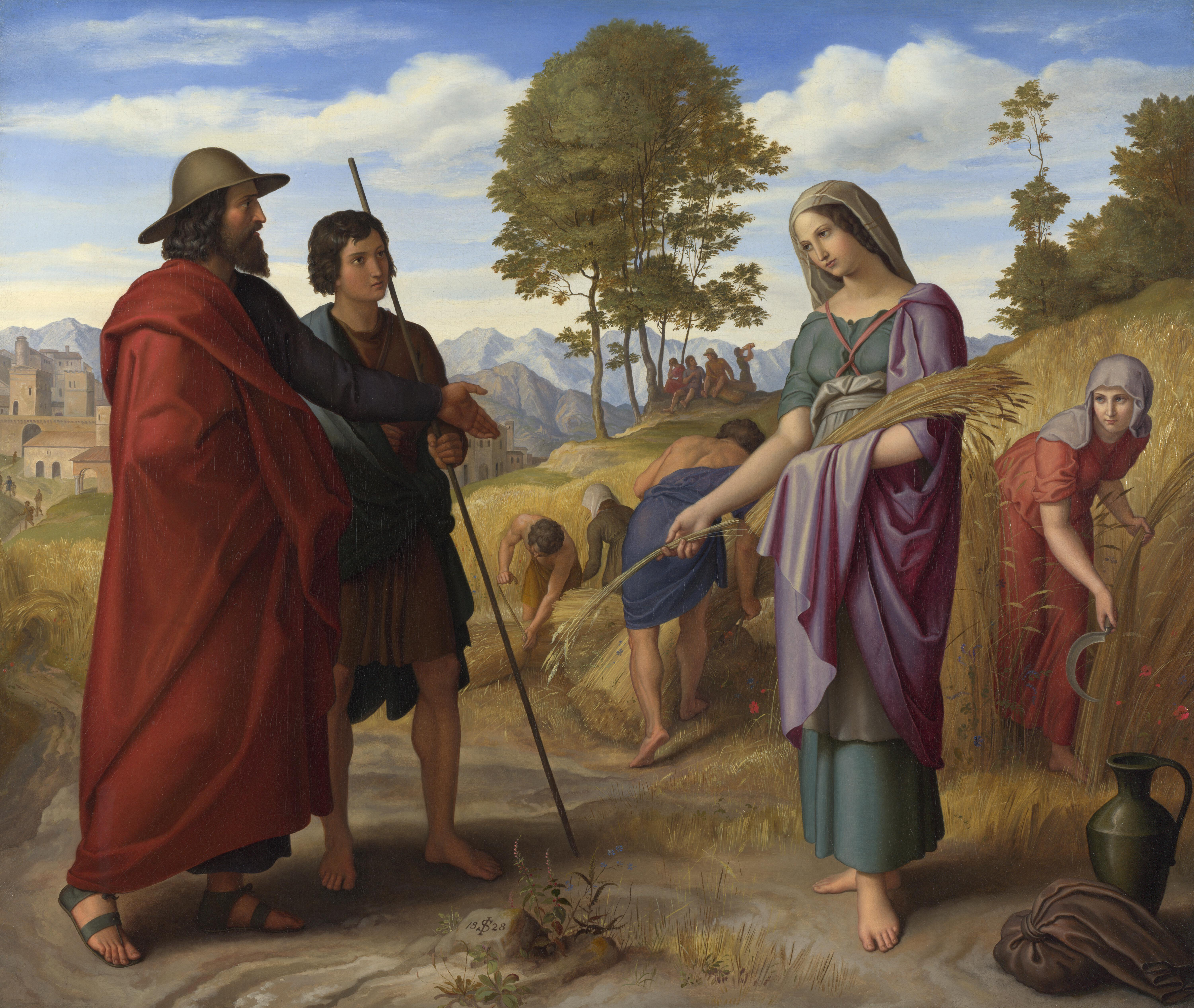
Руфь на поле Вооза Юлиус Шнорр фон Карольсфельд, 1828
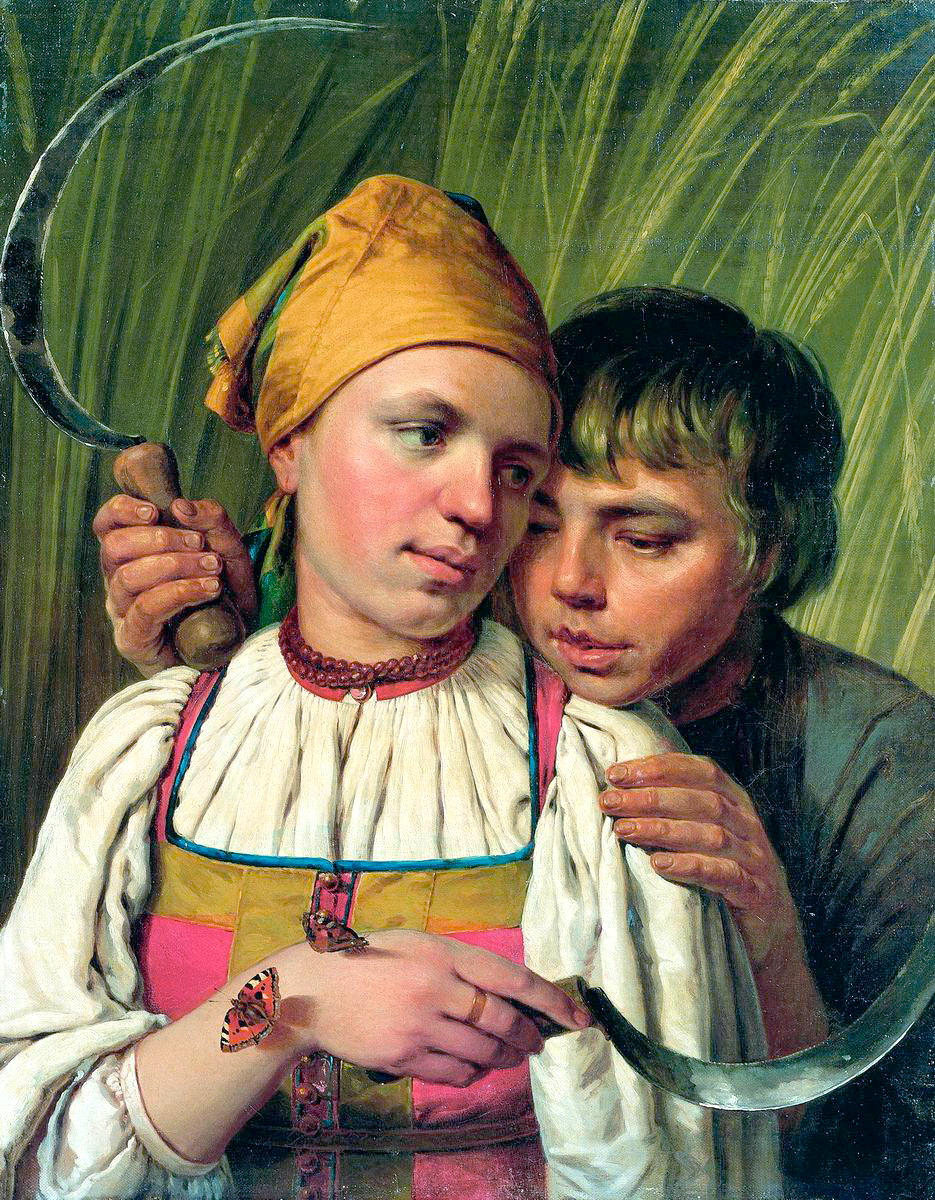
Жнецы Алексей Венецианов, конец 1820-х
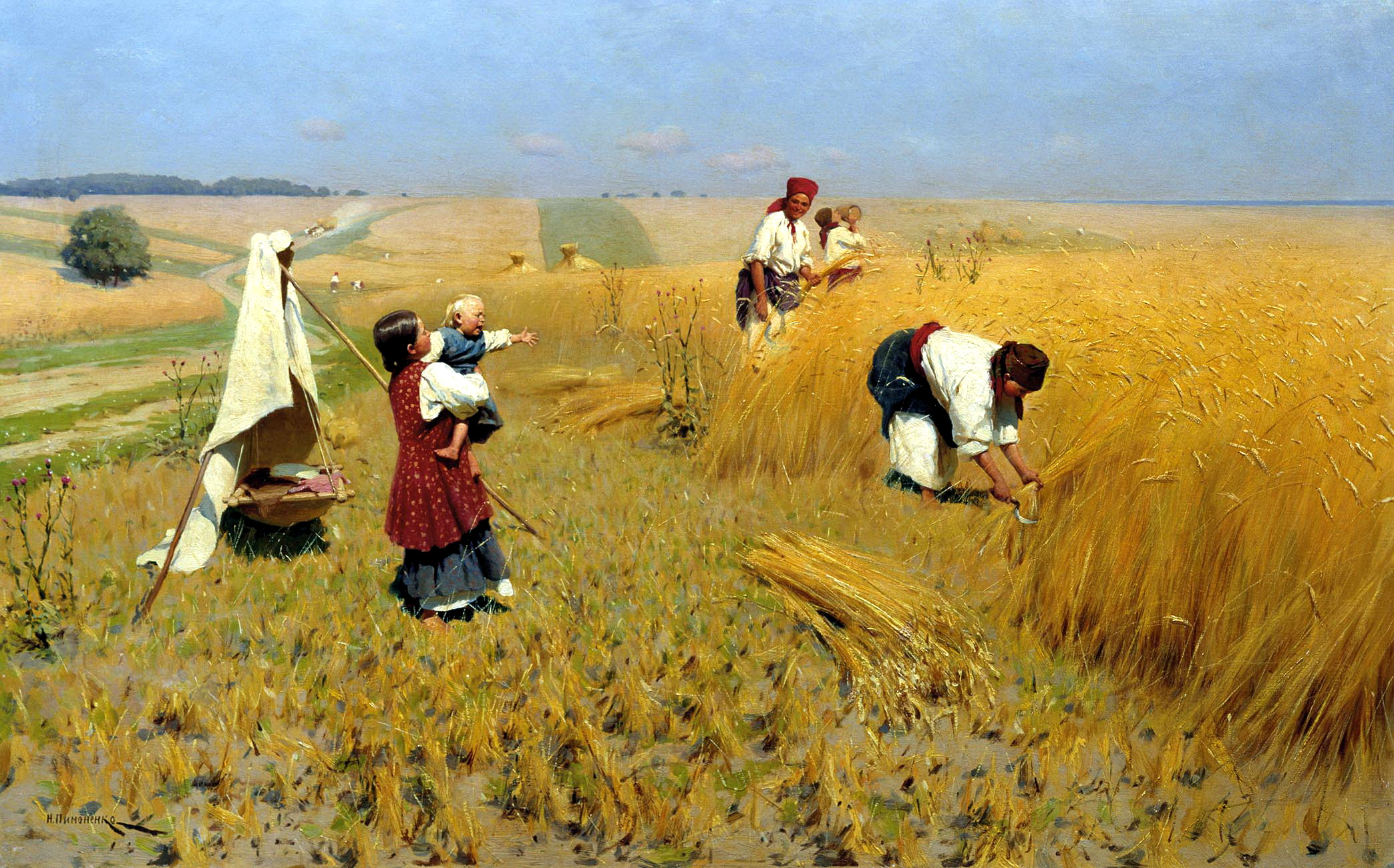
Жатва на Украине Николай Пимоненко, 1896
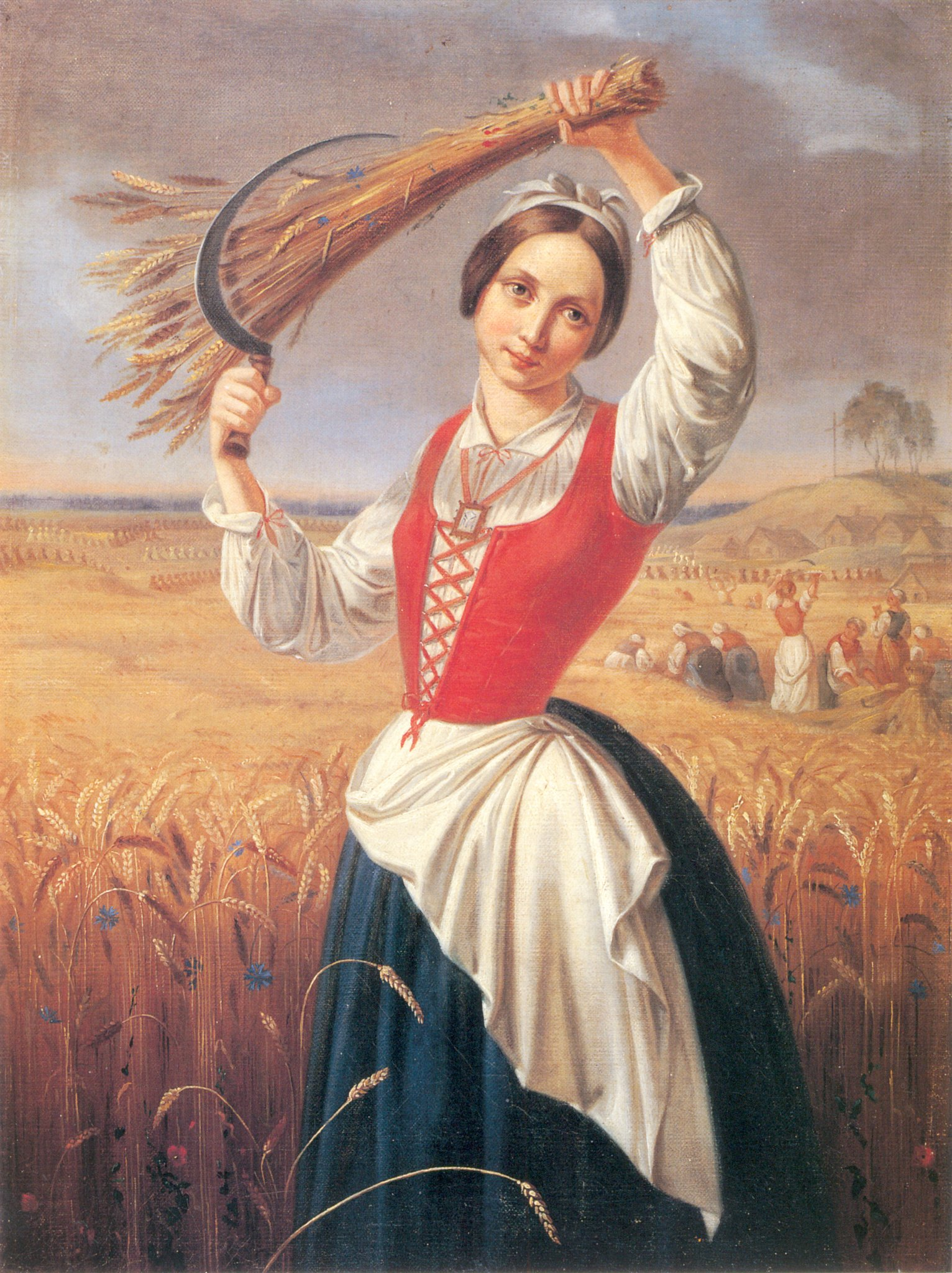
«Жнея», К. Русецкий